# 466. pehotni polk (Wehrmacht)
466. pehotni polk (izvirno nemško Infanterie-Regiment 466) je bil eden izmed pehotnih polkov v sestavi redne nemške kopenske vojske med drugo svetovno vojno.

## Zgodovina
Polk je bil ustanovljen 26. avgusta 1939 kot polk 4. vala v WK II iz nadomestnih bataljonov: I. in II. nadomestnega bataljona 67. ter I. nadomestnega bataljona 8. pehotnega polka; polk je bil dodeljen 257. pehotni diviziji. 
29. januarja 1940 je bil II. bataljon dodeljen 512. pehotnemu polku, 4. oktobra istega leta pa III. bataljon 418. pehotnemu polku; obe enoti sta bili nadomeščeni. 19. julija 1941 je bil II. bataljon razpuščen; v zimi 1941/42 so ga na novo ustanovili. 
15. oktobra 1942 je bil polk preimenovan v 466. grenadirski polk.